# Pontage (batterie)
 (janvier 2021).
Si vous disposez d'ouvrages ou d'articles de référence ou si vous connaissez des sites web de qualité traitant du thème abordé ici, merci de compléter l'article en donnant les références utiles à sa vérifiabilité et en les liant à la section « Notes et références ».
Pour les articles homonymes, voir Pontage.

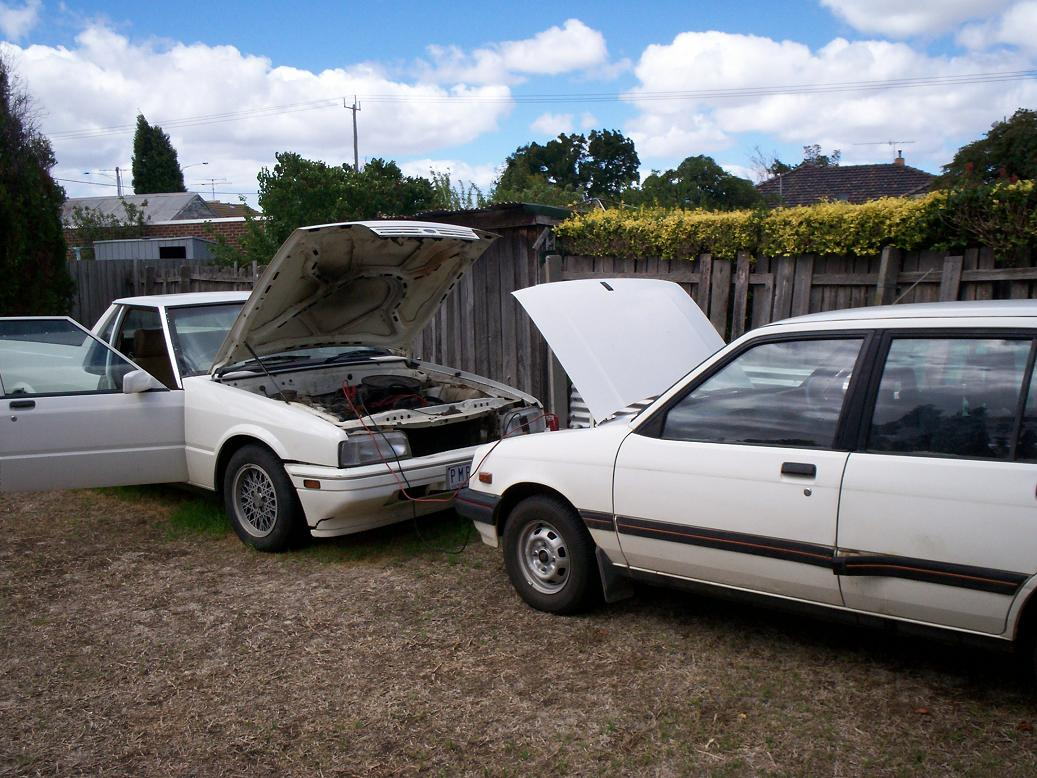
Pontage entre deux véhicules.

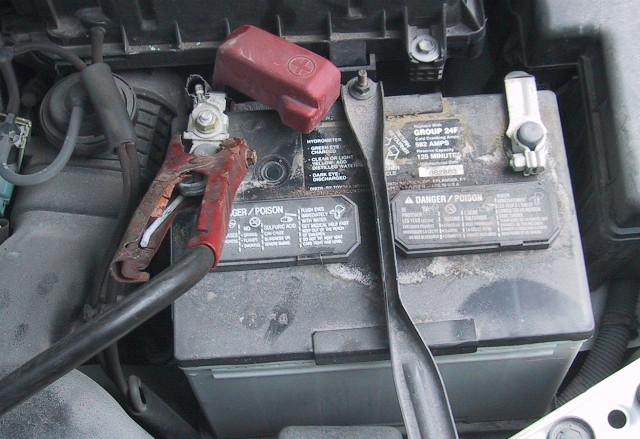
Cable de pontage branché sur la borne positive.

Un pontage consiste à relier une source d'alimentation externe ou une batterie automobile à une autre qui est déchargée afin de permettre le démarrage du véhicule.

## Description
Une connexion temporaire est établie à la batterie d'un autre véhicule ou à une autre source d'alimentation externe. L'alimentation externe en électricité recharge la batterie du véhicule en panne et fournit une partie de la puissance nécessaire pour démarrer le moteur. Une fois le véhicule démarré, son système de charge normal prend le relai, de sorte que la source auxiliaire peut être supprimée. Si le système de charge du véhicule est fonctionnel, le fonctionnement normal du véhicule rétablira la charge de la batterie.

## Matériel

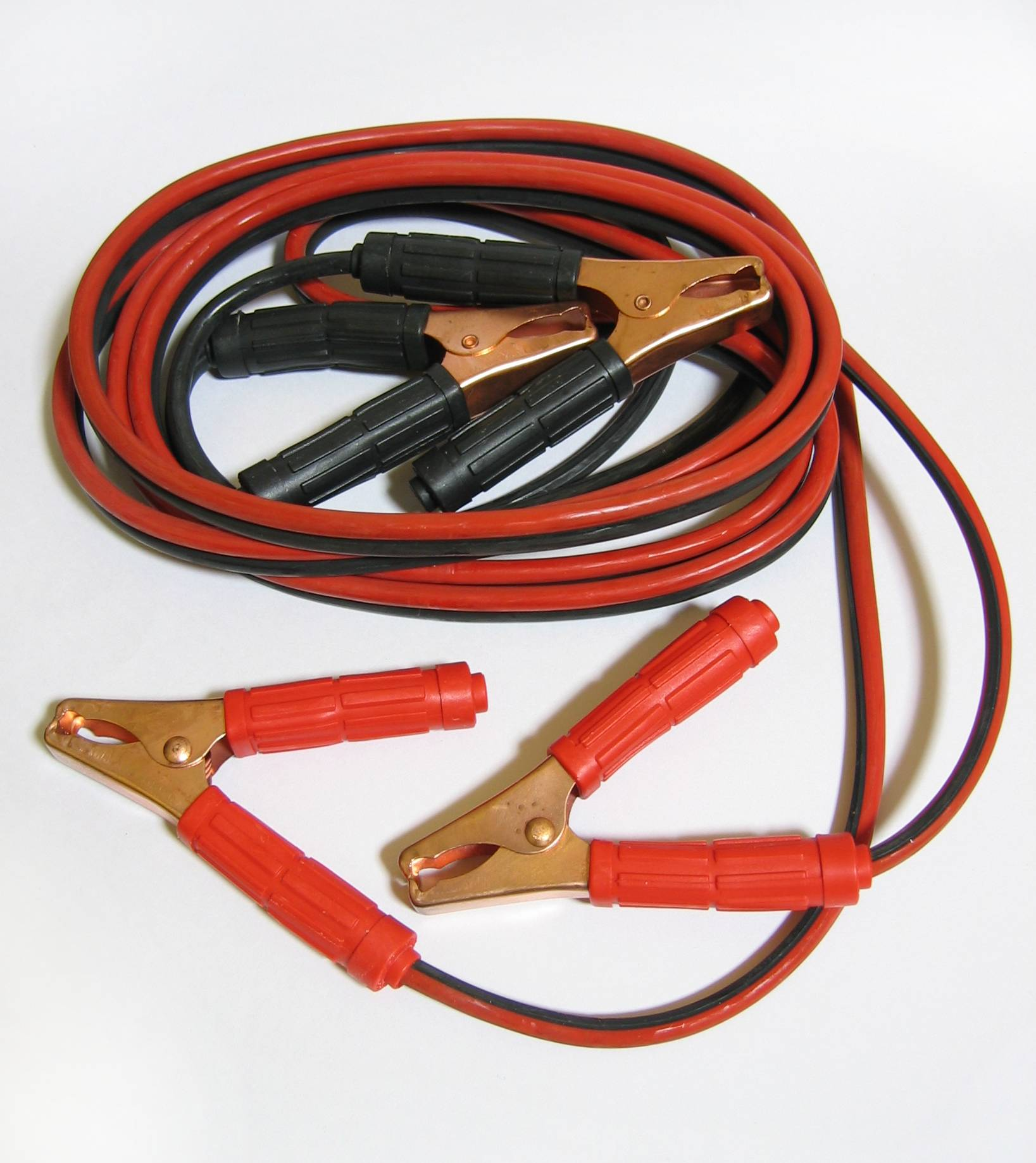
Cables de pontage.

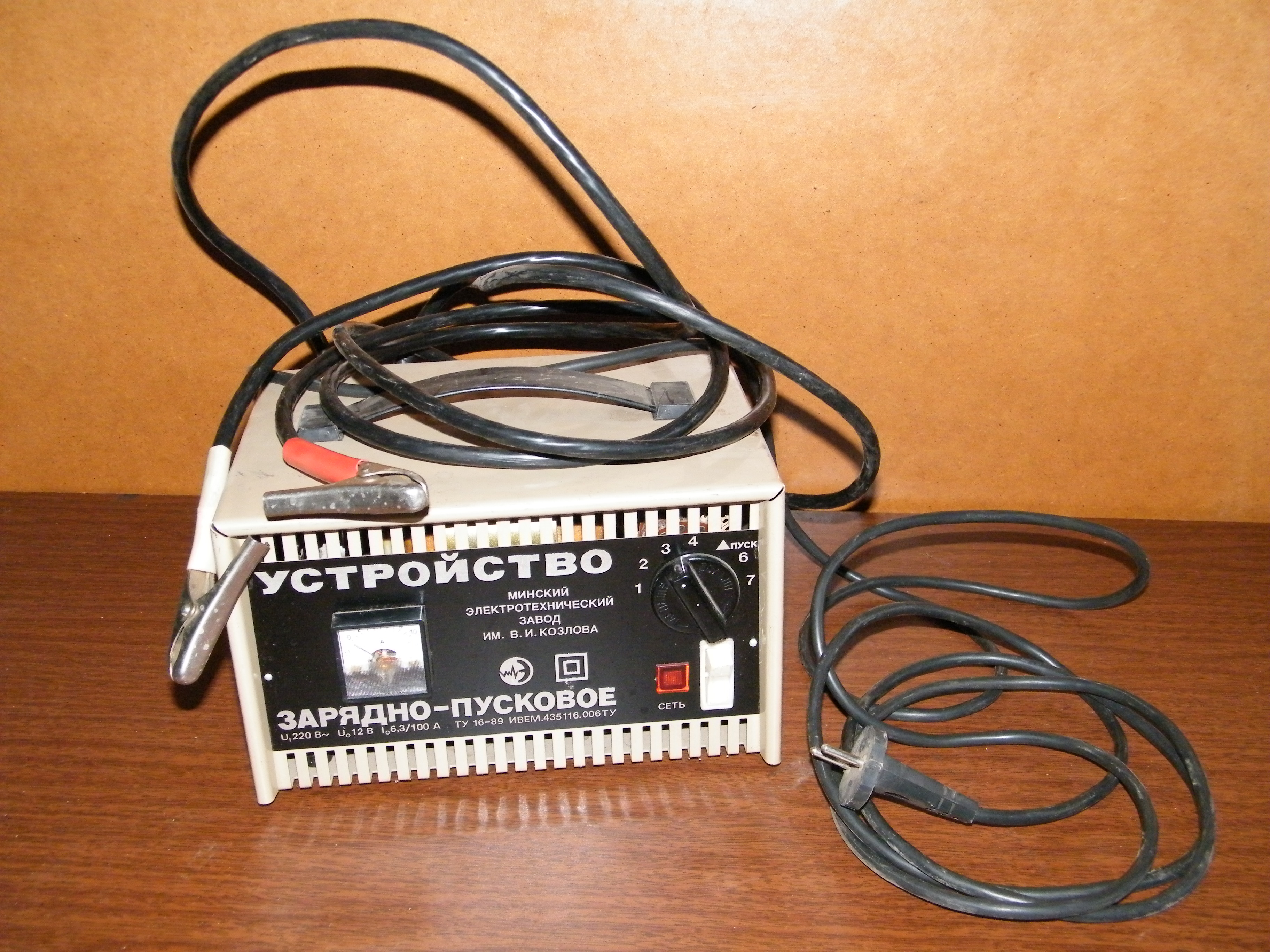
Chargeur de batterie automobile depuis une prise électrique, permettant un chargement sans nécessité de pontage.

## Risques

Procédure de connexion de pontage correcte de (1) à (4) de la batterie déchargée à la batterie chargée (avec smiley). Si (2) était connectée avant (1) et que l'extrémité libre touche accidentellement du métal nu sur sa voiture, la bonne batterie est en court-circuit; court-circuiter la batterie déchargée est moins risqué. (4) est connecté à du métal nu loin de la batterie pour garder toute étincelle à l'achèvement du circuit loin de l'hydrogène potentiellement libéré par la batterie. Les câbles sont déconnectés dans l'ordre inverse de la connexion.

## Limites
Le pontage est inefficace sur les véhicules disposant de deux batteries, dont l'une destinée à la conservation des données du véhicule lorsque c'est cette dernière qui est en panne. Il ne serait pas non plus envisageable d'une façon générale à partir d'un autre véhicule sur les véhicules récents.   